# カラモアン半島
カラモアン半島（カラモアンはんとう、Caramoan Peninsula）は、フィリピン北部ルソン島のビコル半島東部にある半島で、ビコル地方（Bicol Region, Region V）のカマリネス・スル州に属する。半島の東にマケダ海峡を隔ててカタンドゥアネス島（カタンドゥアネス州）がある。南にラゴノイ湾、北にフィリピン海、西にサン・ミゲル湾を臨む。